# Onthophagus sibela
Onthophagus sibela es una especie de insecto del género Onthophagus, familia Scarabaeidae, orden Coleoptera.

Fue descrita científicamente por Huijbregts & Krikken en 2012.